# Власово (Раменский район)
Вла́сово — деревня в Раменском муниципальном районе Московской области. Входит в состав сельское поселение Вялковское. Население — 119 чел. (2010).

## География
Деревня Власово расположена в северной части Раменского района, примерно в 9 км к северо-западу от города Раменское. Высота над уровнем моря 135 м. Рядом с деревней протекает река Вьюнка. В деревне 3 улицы: Новая, Рябиновая и Уютная. Ближайший населённый пункт — село Строкино.

## История
В 1926 году деревня являлась центром Власовского сельсовета Быковской волости Бронницкого уезда Московской губернии.
С 1929 года — населённый пункт в составе Раменского района Московского округа Московской области.
До муниципальной реформы 2006 года Власово входило в состав Вялковского сельского округа Раменского района.

## Население
| 1926 | 2002 | 2010 |
| ---- | ---- | ---- |
| 266  | ↘100 | ↗119 |

В 1926 году в деревне проживало 266 человек (102 мужчины, 164 женщины), насчитывалось 52 хозяйства, из которых 51 было крестьянское. По переписи 2002 года — 100 человек (36 мужчин, 64 женщины).